# Institut für Landeskunde im Saarland
Das Institut für Landeskunde im Saarland (IfLiS) e. V. war ein Institut zur wissenschaftlichen Erforschung und Dokumentation der Landes- und Volkskunde des Saarlandes und angrenzender Räume.

## Geschichte und Organisation
Das Institut wurde 1959 von der Regierung des Saarlandes gegründet und war lange Jahre eine nachgeordnete Behörde des Kultusministeriums. Seit November 2005 war das IfLiS als gemeinnütziger Verein organisiert. Das IfLiS arbeitete eng mit der saarländischen Landesregierung zusammen, insbesondere mit dem Ministerium für Umwelt und Verbraucherschutz und dem Ministerium für Wirtschaft, Arbeit, Energie und Verkehr.
Das Institut für Landeskunde im Saarland war im 1936/38 erbauten Zechenhaus der Grube Reden in der saarländischen Gemeinde Schiffweiler (Landkreis Neunkirchen) untergebracht. Institutsdirektor war Geograph, Landeskundler und Industriekulturexperte Delf Slotta. Den Vorstand komplettierten Heinz Quasten (wissenschaftlicher Beirat) und Christian Jung (Mitgliederversammlung). Mitte 2020 löste sich das Institut auf und wurde in den Geschäftsbereich des Ministeriums für Umwelt und Verbraucherschutz integriert.

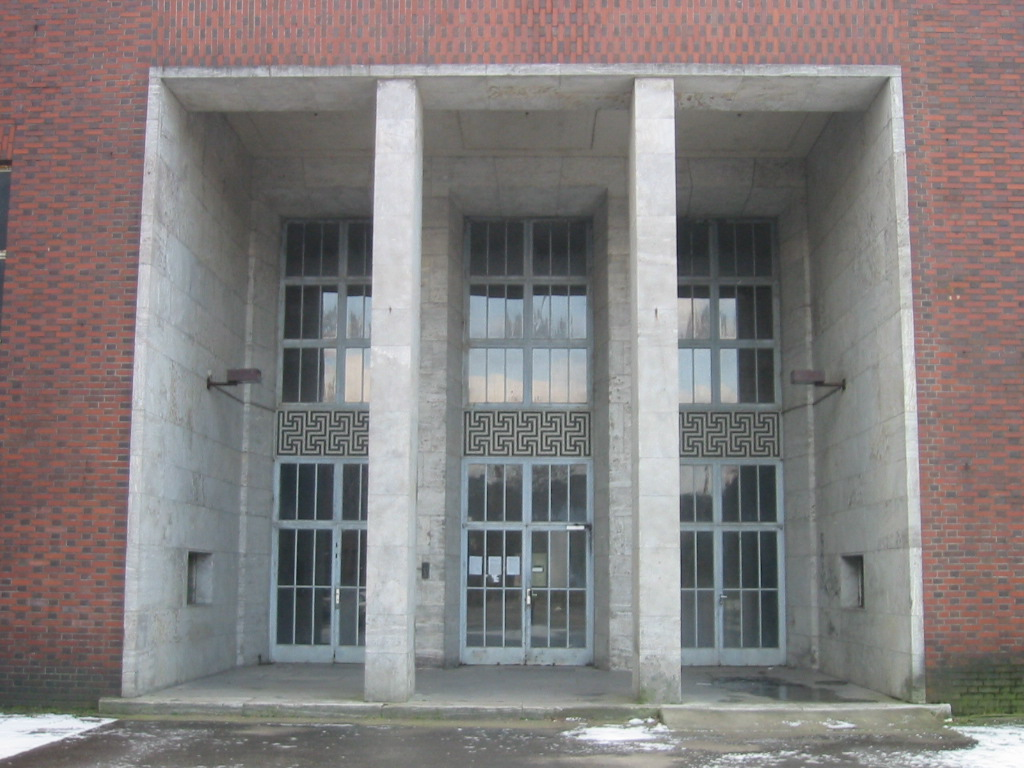
Sitz des IfLiS im Zechenhaus der ehemaligen Grube Reden

## Aufgaben
Das IfLiS hatte zur Aufgabe, die Landes- und Volkskunde des Saarlandes und angrenzender Räume wissenschaftlich zu erforschen und zu dokumentieren. Dazu trugen landeskundliche Forschungsvorhaben ebenso bei wie vergleichende Studien innerhalb der Saar-Lor-Lux-Region. Zudem begleitete es auch regionale Entwicklungsprojekte im Saarland und beriet die Politik bei Themen wie Stadtentwicklung, Dorferneuerung und Industriekultur.
Zu den Aufgaben des Instituts gehörte es auch, die landeskundliche Forschung im Saarland zu koordinieren, insbesondere in Zusammenarbeit mit der Universität des Saarlandes und den heimatkundlichen Organisationen in der Region. Ziel des IfLiS war es, möglichst viele Menschen, die sich für Landes- und Volkskunde und die Geschichte unserer Region interessieren, zusammenzuführen.

## Veranstaltungen und Dienstleistungen
Das Institut organisierte Fachtagungen, Kongresse sowie landes- und volkskundliche Exkursionen, Führungen und Vortragsveranstaltungen, vermittelte Fachleute und hielt die Kontakte zu Universitäten.
Es richtete seit 1984 den Wettbewerb „Saarländische Bauernhäuser – Zeugnisse unserer Heimat“ aus, mit dem die Eigeninitiative der Eigentümer zur Erhaltung und Pflege überkommener Bausubstanz angeregt und gefördert werden sollten. Besonders gut erhaltene und gepflegte Gebäude wurden prämiert.

## Publikationen
Schriftenreihen
- „Veröffentlichungen des Instituts für Landeskunde im Saarland“
- „Saarland-Hefte“
- „Saarbrücker Landeskundliche Arbeiten“ (Online-Reihe)

Einzelveröffentlichungen
- „Geschichtlicher Atlas für das Land an der Saar“
- „Ferien zwischen Hochofen und Förderturm“
- „Saarländische Bauernhäuser – Zeugnisse unserer Heimat – 16. Landeswettbewerb 2014“
- „Anker der Identität“, 2007, eine Textsammlung, die erstmals unter dem Titel „Liebenswertes Saarland – 50 Anker der Identität“ anlässlich des Jubiläums der 50-jährigen Zugehörigkeit des Saarlandes zur Bundesrepublik Deutschland herausgegeben wurde.

Der Publikationsvertrieb wurde nach der Institutsauflösung vom saarländischen Landesamt für Vermessung, Geoinformation und Landentwicklung übernommen.

## Bibliothek und Kartensammlung
Zum Institut gehörte eine Präsenzbibliothek, die durch einen online-Katalog zugänglich ist. Zum Bestand gehören landes- und volkskundliche Fachliteratur sowie Werke zur Regionalgeschichte, Fachzeitschriften sowie eine eigene Kartensammlung mit topographischen und historischen Karten. Für den Bestand ist seit der Auflösung des Instituts das saarländische Ministerium für Umwelt und Verbraucherschutz verantwortlich.